# Ylivieska

Brasão de armas de Ylivieska

Ylivieska é uma cidade da Finlândia, situada na região de Ostrobótnia.